# 杨氏直译本
杨氏直译本（Young's Literal Translation，缩写 YLT）是圣经的一种英文译本，出版于1862年，翻译者是罗伯特·杨，是“杨格氏汇编”（Young's Analytical Concordance to the Bible）和新约简明注解（Concise Critical Comments on the New Testament）的编者。1887年杨氏又完成了一个修订版。1888年10月14日他去世后，出版商又在1898年发行了新修订版。
顾名思义，杨氏直译本是严格按照希伯来语和希腊语的原文直译。他在在第二版的序言中写道：
如果译文将原文的过去时译成现在时，或者将现在时译成过去时；将完成时译成将来时，或将将来时译成完成时；将“the”译成“a”，或将“a”译成“the”；将虚拟语气译成祈使语气，或将祈使语气译成虚拟语气；将名词译成动词，或将动词译成名词，很清楚，字句的默示被大大忽略，好像不存在一样。神的话语被人为的传统取消了（原文加着重号）
因此，杨氏直译本在其他译本使用过去时的地方使用了现在时。例如，杨氏直译本的创世纪开头部分如下：
| 1 | In the beginning of Elohim's preparing the heavens and the earth —                                                                            |
| 2 | the earth hath existed waste and void, and darkness [is] on the face of the deep, and the Spirit of God fluttering on the face of the waters, |
| 3 | and God saith, 'Let light be;' and light is.[2]                                                                                               |
比起较流行的英文译本，杨氏直译本更接近于希伯来语原文。例如，新修订标准本（NRSV），同一段落译为：
| 1 | In the beginning God created the heavens and the earth.                                                                                        |
| 2 | The earth was without form and void, and darkness was upon the face of the deep; and the Spirit of God was moving over the face of the waters. |
| 3 | And God said, "Let there be light"; and there was light.[3]                                                                                    |
杨氏直译本比新修订标准本更准确地反映了希伯来原文的意义。Bereshith bara elokim，新修订标准本译为“In the beginning God created...”，是结构态（bereshith），而不是完成态（barishona），意味着动作在过程中，尚未完成。同样，与希伯来原文不符，在新修订标准本中，将这几节分为三句（古代希伯来文没有标点符号，分句必须靠推断），由于词汇wa ha-aretz hayetha的顺序（主语-动词）译为“the earth being”（杨氏直译本译为“the earth hath existed”），而新修订标准本译为“and the earth was”要求词序为wa tehi ha-aretz（动词-主语）。 杨氏直译本较多使用现在时而不是过去时，得到了一些学者的支持，例如中世纪犹太拉比Rashi，以及理查德·艾略特·弗里德曼在他关于摩西五经翻译的书The Bible with Sources Revealed（2002年）。